# Fondo Cattìe
Il Fondo Cattìe a Maglie in provincia di Lecce, è un sito archeologico dove in un deposito di resti litici  e animali, è stato ritrovato un molare appartenente ad un neandertaliano.
Gli oltre 12000 litici sono resti di strumenti e schegge della fase de La Quina, mentre i circa 800 resti animali appartengono principalmente a Equus ferus caballus, Equus hydruntinus, Cervus elaphus e Bos primigenius.